# Take (서인국의 음반)
Take는 서인국의 두 번째 디지털 싱글 앨범이다.

## 특징
KT에서 개발한 스마트폰 TAKE의 런칭 기념 프로젝트 디지털 싱글이다.
A-ha의 〈Take on me〉를 리메이크한 곡이다.
천재 작곡가 지박이 편곡했다.
뮤직비디오에 소지섭과 정소민이 출연했다.

## 트랙 리스트
1. TAKE